# Thomas Jefferson Lilly

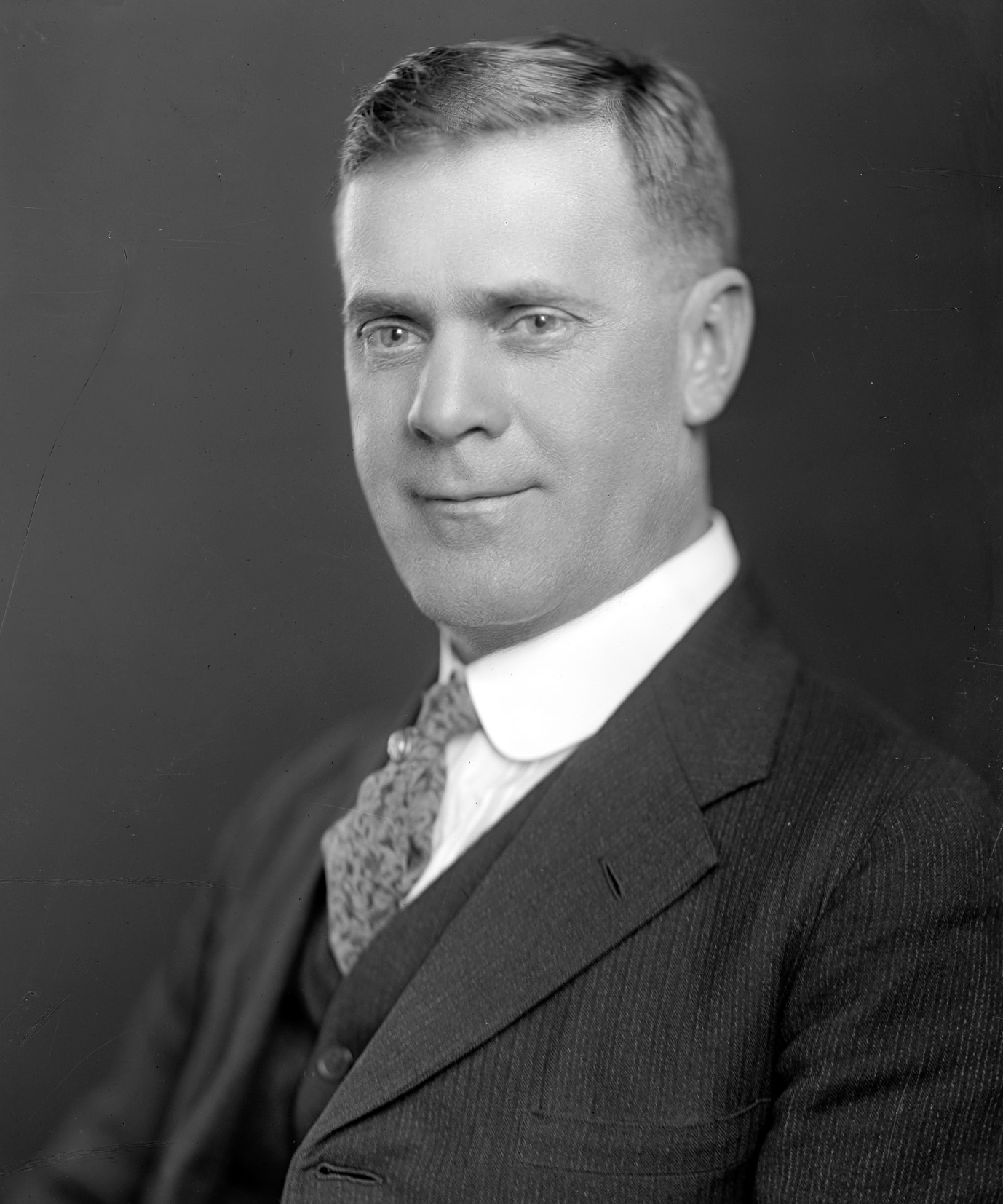
Thomas Jefferson Lilly

Thomas Jefferson Lilly (* 3. Juni 1878 in Dunns, Mercer County, West Virginia; † 2. April 1956 in Sweet Springs, West Virginia) war ein US-amerikanischer Politiker. Zwischen 1923 und 1925 vertrat er den fünften Wahlbezirk des Bundesstaates West Virginia im US-Repräsentantenhaus.

## Werdegang
Thomas Lilly besuchte die öffentlichen Schulen seiner Heimat. Danach wurde er selbst für einige Zeit Lehrer. Außerdem engagierte er sich in der Landwirtschaft. Zwischen 1902 und 1906 war er Friedensrichter in seiner Heimatstadt. Nach einem Jurastudium an der McKinley University in Chicago und seiner im Jahr 1911 erfolgten Zulassung als Rechtsanwalt begann er in Hinton (West Virginia) in seinem neuen Beruf zu arbeiten. Zwischen 1914 und 1922 war er im Summers County als Scheidungsrichter (Divorce Commissioner) tätig.
Lilly war Mitglied der Demokratischen Partei und wurde 1922 als deren Kandidat im fünften Distrikt von West Virginia in das US-Repräsentantenhaus in Washington, D.C. gewählt. Dort trat er am 4. März 1923 die Nachfolge des Republikaners Wells Goodykoontz an, den er bei der Wahl geschlagen hatte. Da er aber seinerseits bei den nächsten Wahlen im Jahr 1924 dem Republikaner James F. Strother unterlag, konnte Lilly bis zum 3. März 1925 nur eine Legislaturperiode im Kongress absolvieren. Nach dem Ende seiner Zeit im Kongress arbeitete er wieder als Anwalt. Außerdem war er weiterhin in der Landwirtschaft tätig. Politisch ist er nicht mehr in Erscheinung getreten. Thomas Lilly starb am 2. April 1956 in Sweet Springs und wurde in Hinton beigesetzt.